# Tony Rombola

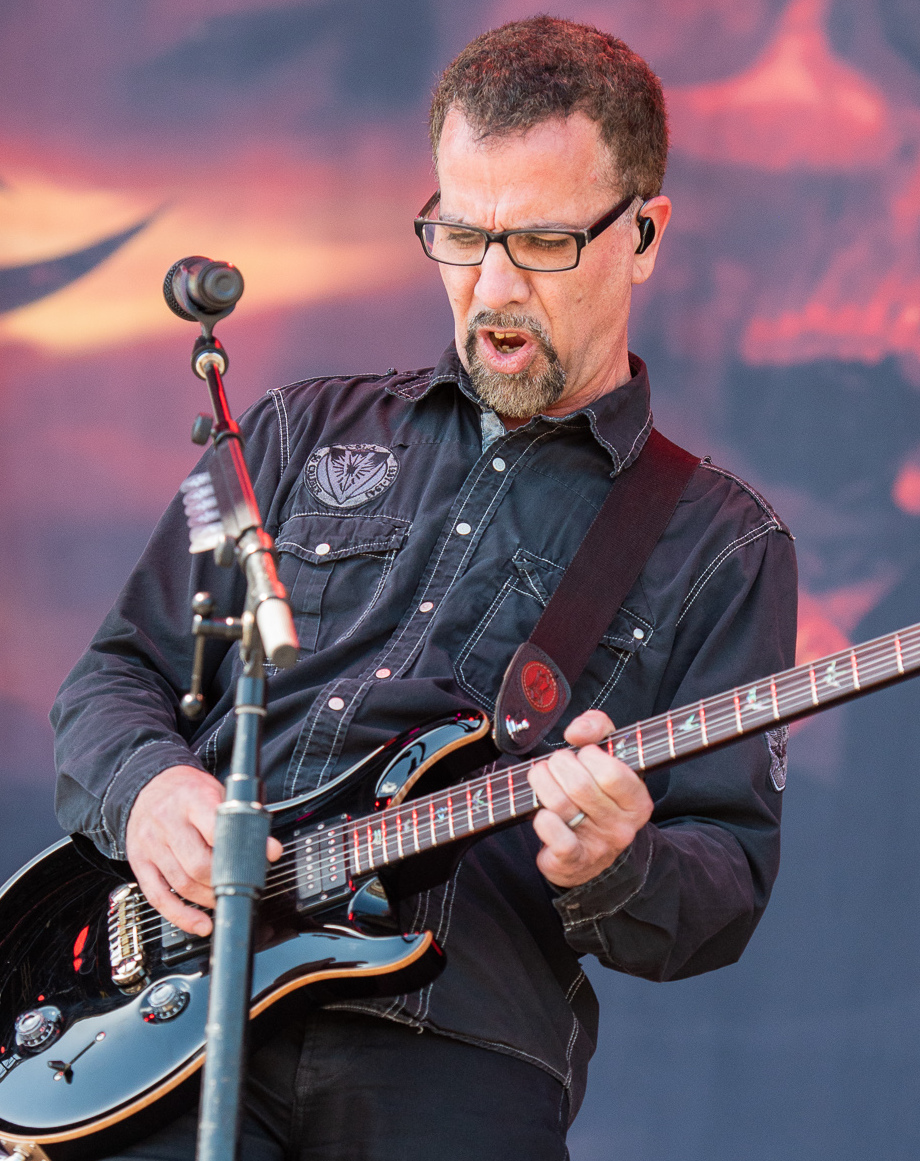
Tony Rombola (2019)

Tony Rombola (* 24. November 1964 in Norwood, Massachusetts) ist ein US-amerikanischer Gitarrist. Er ist Mitglied der Rockbands Godsmack und The Apocalypse Blues Revival und spielte auch bei Another Animal.

## Werdegang
Rombola begann im Alter von elf Jahren mit dem Gitarre spielen und brachte sich das Spielen selbst bei. Zu seinen Einflüssen zählen Tony Iommi, Randy Rhoads, Stevie Ray Vaughan und Gary Moore. Später spielte er in vielen verschiedenen Bands und arbeitete hauptberuflich als Zimmermann.
Im Jahre 1995 schloss sich Rombola der Band Godsmack an und ersetzte das Gründungsmitglied Lee Richards. Mit Godsmack veröffentlichte Rombola sieben Studioalben, von denen drei die Spitzenposition der US-amerikanischen Albumcharts erreichten. Weltweit konnten Godsmack mehr als 20 Millionen Alben verkaufen. Viermal wurden Godsmack für einen Grammy Award nominiert, gingen jedoch jedes Mal leer aus. Im Jahre 2001 wurden Godsmack mit dem Billboard Music Award in der Kategorie Rock Artist of the Year ausgezeichnet.
Als Godsmack-Sänger Sully Erna während der Arbeiten am Studioalbum IV an einer Schreibblockade litt, gründete Rombola zusammen mit den anderen Godsmack-Musikern Robbie Merrill und Shannon Larkin, dem Sänger Whitfield Crane (Ugly Kid Joe) und Lee Richards die Band Another Animal, die 2007 ein selbst betiteltes Album veröffentlichten. Vier Jahre später erschien noch eine Single, bevor sich Another Animal auflöste.
Im Jahre 2014 gründete Tony Rombola gemeinsam mit Shannon Larkin die Blues-Band Blue Cross Band, die durch den Sänger Ray Carbone und den Bassisten Brian Carpenter komplettiert wurde. Später wurde der Bandname in The Apocalypse Blues Revue geändert. Die Band veröffentlichte zwei Studioalben, bevor sich die Gruppe im Februar 2019 nach dem Ausstieg des Sängers Ray Carbone auflöste. Wenige Monate später gründeten die verbliebenen Musiker mit dem neuen Sänger Shane Hill die Band The Apocalypse Blues Revival.
Tony Rombola ist verheiratet und hat drei Stiefkinder.

## Diskografie
| mit Godsmack mit Another Animal - 2007: Another Animal | mit The Apocalypse Blues Revue - 2016: The Apocalypse Blues Revue - 2018: The Shape of Blues to Come mit The Apocalypse Blues Revival - 2020: The Apocalypse Blues Revival |